# Kämpfer
Kämpfer (けんぷファー?, Kenpufā, lett. "Guerriera combattente" in tedesco) è una serie di light novel scritta da Toshihiko Tsukiji e illustrata da Senmu. La serie è composta da quindici volumi pubblicati dalla Media Factory, sotto l'etichetta MF Bunko J, tra novembre 2006 e marzo 2010. La storia principale comprende dodici volumi, mentre i restanti tre sono delle raccolte di racconti brevi. Un adattamento manga di Yu Tachibana ha iniziato la serializzazione sul numero di aprile 2008 del Monthly Comic Alive. Un adattamento anime di dodici episodi, prodotto dalla Nomad, è stato trasmesso in Giappone tra ottobre e dicembre 2009 sulla TBS e si è concluso con due episodi aggiuntivi, dal titolo Kämpfer für die Liebe, nella primavera del 2011. L'opera fa ampio uso della lingua tedesca.

## Trama
La trama è incentrata su Natsuru Senō, un normale studente liceale dai capelli blu che una mattina si sveglia e si ritrova nelle sembianze di una ragazza. "Harakiri Tora", una tigre peluche con le budella di fuori, prende vita e gli rivela di essere stato scelto per essere una "Kämpfer", una combattente donna. Le Kämpfer sono destinate a lottare per volere di fantomatici Moderatori contro altre Kämpfer senza alcun apparente motivo e infatti la storia inizia con il protagonista attaccato da una ragazza sconosciuta che si rivela essere proprio una Kämpfer.

## Personaggi

### Principali

I protagonisti della serie. Da sinistra verso destra: Shizuku, Kaede, Natsuru (trasformato in femmina), Akane e Mikoto

Natsuru Senō (瀬能 ナツル?, Senō Natsuru)
Doppiato da: Marina Inoue
Il protagonista della serie. È uno studente del secondo anno del liceo Seitetsu Gakuin che si prende una cotta talmente forte per Kaede Sakura, una delle due ragazze più belle della scuola, al punto tale da esserne sempre ossessionato e da accorgersi a malapena delle altre studentesse. In seguito sia Shizuku che Akane e Mikoto concentrano le loro attenzioni su di lui. Natsuru viene involontariamente scelto come Kämpfer Blu dai misteriosi Moderatori, diventando nello specifico una Kämpfer di tipo Zauber ("Magia" in tedesco) con poteri basati sull'emissione di palle di fuoco. A causa della regola che tutte le Kämpfer devono essere donne, ogni volta si trasforma automaticamente in una ragazza. In forma di Kämpfer la sua divisa scolastica si trasforma in un'uniforme da studentessa, biancheria intima compresa, e viceversa quando ritorna normale, mentre i corti capelli blu diventano più lunghi, sempre legati in una coda di cavallo.
Dopo che una lotta contro Shizuku lo porta a mostrare la sua forma da Kämpfer davanti ad altri studenti della scuola Shizuku fa in modo che la sua forma da ragazza sia iscritta nella parte femminile della scuola per soddisfare la curiosità del pubblico in una maniera tale da distogliere l'attenzione dalla battaglia tra Kämpfer. "Natsuru ragazza" viene successivamente classificata tra le tre bellezze della Seitetsu (che prima erano solo due, ossia Shizuku e Kaede) e, con suo grande sgomento, la sua forma femminile diventa l'oggetto delle attenzioni di Kaede Sakura (che non aveva mostrato fino ad allora nessun particolare interesse per la sua normale forma maschile), di quasi l'intero corpo studentesco femminile e dei ragazzi, inclusi i suoi compagni di classe. In quanto Kämpfer il messaggero che gli viene assegnato dai Moderatori è Harakiri Tora ("Tigre Sventrata"), un peluche che fa parte della serie Animali Sbudellati. Nell'ultimo volume delle light novel alla fine sceglie di stare con Akane nella sua forma maschile, nel manga si innamora di Shizuku, mentre nella serie anime rimane indeciso.
Kaede Sakura (沙倉 楓?, Sakura Kaede)
Doppiata da: Megumi Nakajima
Un'amica d'infanzia di Shizuku e una delle tre bellezze della Seitetsu. Ha molti ammiratori, tra cui Natsuru stesso, e possiede una grande collezione di peluche della serie Animali Sbudellati che ama far vedere ai suoi amici. Coloro che ricevono le bambole, però, tendono a diventare delle Kämpfer. Inizia a sviluppare un'infatuazione per la forma da Kämpfer di Natsuru dopo essere stata salvata dalla Kämpfer Akane all'inizio della serie. Crede anche erroneamente che il normale Natsuru sia il suo rivale in amore per Natsuru in forma Kämpfer e proprio per questo motivo è piuttosto ostile nei suoi confronti. A peggiorare ulteriormente le cose ci sarà un'incomprensione in una situazione molto compromettente che la porterà a pensare addirittura che Natsuru flirti con Natsuru femmina.
La sua infatuazione per Natsuru in forma Kämpfer cresce rapidamente fino a diventare un'ossessione quando incomincia a fare progressi romantici, e più tardi erotici, con la forma femminile del ragazzo, fino al punto da entrare nella doccia con "lei" oppure infilarsi furtivamente nel suo futon di notte. Successivamente Shizuku sospetta che Kaede abbia a che fare sia con i Moderatori che con le apparizioni delle Kämpfer Bianche, e inoltre che possa aver ipnotizzato Natsuru per farlo stare ai suoi ordini, approfittando della sua attuale ossessione nei suoi confronti (è possibile anche che l'intera ossessione di Natsuru verso di lei sia il risultato di questa ipnosi), rivelando dunque una parte di lei decisamente subdola e maligna. Questi sospetti verranno poi confermati in diverse occasioni quando le Kämpfer Bianche giureranno fedeltà a lei e quando, senza possedere alcun braccialetto caratteristico di ogni Kämpfer, brandirà sia una katana che una Beretta 93R contro le coalizioni Rossa e Blu.
In seguito si scopre implicitamente che lei sapeva fin dall'inizio che non c'erano due Natsuru, bensì uno solo che passava da un genere all'altro (a differenza della light novel dove è una delle sue Kämpfer Bianche a dirlo, nell'anime la rivelazione viene fatta da Kaede in persona) e che lei stava semplicemente fingendo di non averlo mai saputo, anche se la sua ossessione per la forma femminile del ragazzo si è poi rivelata vera, pur conoscendo la sua vera natura. Kaede dimostra infatti di preferire di gran lunga il romanticismo tra ragazza e ragazza, in quanto sembra avere rapporti erotici con le Kämpfer Bianche e dichiara persino una volta di odiare gli uomini perché inutili. La sua vasta collezione di Animali Sbudellati è l'origine dei Messaggeri che trasformano le persone in Kämpfer. Stravede per la sua collezione, al punto da chiamare i suoi pupazzi "bambini", e il suo preferito è il prototipo: Hiaburi Raion ("Leone Bruciato Vivo"). Alla fine ritorna in sé e afferma di amare Natsuru sia come maschio che come femmina.
Akane Mishima (美嶋 紅音?, Mishima Akane)
Doppiata da: Yui Horie
Una studentessa con gli occhiali che lavora nella biblioteca della scuola, nonché un'amica di tipo Kämpfer Blu di Natsuru. Normalmente è una ragazza molto timida e pacata sempre sul punto di mettersi a piangere. Tuttavia quando si trasforma in una Kämpfer assume un comportamento diametralmente opposto, ovvero volgare nel linguaggio, aggressivo, violento e dal grilletto facile, e in più i capelli castani diventano rosso fuoco. Ha la tendenza a fraintendere tutto ciò che gli altri dicono o fanno con dei doppi sensi a sfondo erotico. Spiega la maggior parte delle regole di ogni Kämpfer a Natsuru quando il suo Messaggero non gli aveva fornito abbastanza indicazioni. È una Kämpfer di tipo Gewehr ("pistola" o "fucile") che usa una pistola Springfield M1911A1.45 nera ed è ambidestra.
La sua pistola è caratterizzata dalla particolare proprietà di avere munizioni illimitate e di non avere bisogno di essere ricaricata. Fa amicizia per la prima volta con un maschio proprio nel caso di Natsuru e pian piano comincia anche a nutrire dei sentimenti romantici verso di lui, diventando gelosa e facilmente irascibile quando questi parla di un'altra ragazza (la maggior parte delle volte di Kaede) davanti a lei o quando un'altra ragazza si interessa a lui (anche se tale interesse non è di natura romantica). Nonostante Natsuru si rivolga spesso a lei con indifferenza, più tardi, però, le dice che se non si fosse mai messo in testa Kaede come obiettivo principale, Akane (nella sua forma normale) sarebbe stata il suo tipo di ragazza. In forma da Kämpfer, il messaggero assegnatole dai Moderatori è Seppuku Kuro Usagi ("Coniglio Nero Seppuku"). Alla fine delle light novel è la ragazza che viene scelta da Natsuru.
Shizuku Sangō (三郷 雫?, Sangō Shizuku)
Doppiata da: Kaori Nazuka 
La presidentessa del consiglio studentesco e una delle tre bellezze del liceo Seitetsu. È una studentessa modello con un record perfetto di presenze. Ha un sacco di ammiratori, la maggior parte dei quali, data la sua posizione, fantasticano di farsi dominare da lei. Ha un atteggiamento calmo e fiducioso che a volte viene interpretato come freddo e calcolatore, soprattutto da Natsuru. Inizialmente in disaccordo con il protagonista, è una Kämpfer Rossa di tipo Schwert ("spada") la cui arma è costituita da due spade corte/pugnali legati insieme da una catena. Le sue armi hanno la proprietà di poter estendere la catena fino alla lunghezza necessaria per permetterle di combattere anche a lunga distanza. In forma da Kämpfer il rovescio dei suoi lunghi capelli neri diventa parzialmente bianco, ragion per cui il cambiamento di colore è visibile solo dalla parte anteriore mentre non si può notare da dietro. Capisce subito quali siano le identità di Kämpfer di Natsuru e Akane dopo averli incrociati in biblioteca ed averli interrogati. Il suo obiettivo è scoprire il motivo per cui le Kämpfer devono sempre combattere tra di loro e, a tal fine, inizialmente combatte contro le Kämpfer Blu per saperne di più.
Dopo essere stata sconfitta da Natsuru e Akane in battagli, viene risparmiata da Natsuru in cambio della promessa di non coinvolgere Kaede nei prossimi scontri. Shizuku stabilisce così una tregua informale con Natsuru e Akane mentre raccoglie ulteriori informazioni sul sistema delle Kämpfer. Da quel momento in poi, inoltre, comincia a nutrire però un certo interesse, man mano sempre più forte, verso Natsuru e inizia a stuzzicarlo maliziosamente con le sue richieste e le sue avances, arrivando addirittura al punto da rubargli il suo primo bacio senza perdere la sua compostezza e facendogli pensare di essere quindi un "demonio", pur senza avere alcuna intenzione ostile nei suoi confronti. Shizuku, imperterrita, continua a mandare strani segnali a Natsuru per fargli capire di essere romanticamente interessata a lui, nonostante il suo atteggiamento neutro, e più avanti nella storia arriva a chiedergli un vero e proprio appuntamento, oltre che anche a baciarlo appassionatamente di fronte a Kaede e alle altre. Questo suo atteggiamento ambiguo è tuttavia la ragione della sua rovina (cosa che lei stessa sembra capire alla fine, in quanto definisce il suo amore "non corrisposto"), poiché Natsuru continua a pensare che lei stia semplicemente tramando qualcosa ogni volta che fa dei progressi con lui.
Cerca di scoprire il motivo per cui le Kämpfer devono combattersi tra di loro poiché, come ha in seguito rivelato a Natsuru, odia essere una pedina nelle mani dei Moderatori. Inoltre insegue questo suo obiettivo anche per vendicarsi degli organizzatori del sistema Kämpfer, un'istituzione che ha portato alla morte una sua cara amica, anch'essa Kämpfer Rossa come lei. Al fine di combattere contro il sistema, e indirettamente contro i suoi organizzatori, lei e la sua nuova alleata Kämpfer Rossa Mikoto successivamente stipulano una tregua formale con le Kämpfer Blu Natsuru e Akane e uniscono le forze con loro, violando in questo modo la regola secondo la quale tutte le Kämpfer devono combattersi a vicenda e inimicandosi così i Moderatori contemporaneamente, i quali infatti inviano subito le Kämpfer Bianche per eliminare gli autori della ribellione. In forma da Kämpfer, il messaggero assegnato a Shizuku dai Moderatori è Kanden Yamaneko ("Gatto Selvatico Folgorato"). Alla fine delle light novel, quando Natsuru sceglie Akane, Shizuku si mette a piangere siccome il suo amore era sincero.
Mikoto Kondō (近堂 水琴?, Kondō Mikoto)
Doppiata da: Kana Asumi
Un'amica d'infanzia di Natsuru di natura molto energica. Ha viaggiato per il mondo per via del lavoro del padre, un archeologo, e perciò il suo stile di vita l'ha fatta diventare una persona molto avventurosa che corre volentieri i rischi. Invia regolarmente delle cartoline a Natsuru durante i suoi viaggi all'estero, in modo da restare sempre in contatto con lui anche se lontana. Sebbene sia troppo orgogliosa per ammetterlo esplicitamente, prova qualcosa per Natsuru ed è più che irritata quando viene a sapere delle voci di una ragazza con lo stesso nome del suo amico (che in realtà è proprio Natsuru nella sua forma da Kämpfer) che sembra avere attirato la sua attenzione. Anche dopo che l'equivoco viene chiarito, più tardi i progressi fatti da Akane e Shizuku con Natsuru (Mikoto ritiene impossibile che Kaede possa mai ricambiare i suoi sentimenti) la rendono ancora più nervosa riguardo alle sue possibilità di mettersi con lui.
Come risultato diventa loro rivale per ottenere l'affetto di Natsuru. Quando partecipa al concorso di bellezza Miss Seitetsu del festival scolastico, afferra il bouquet lanciato da Kaede verso il pubblico e, a causa del Messaggero nascosto in esso, diventa una Kämpfer Rossa di tipo Schwert armata con una katana. In forma da Kämpfer, i suoi capelli si schiariscono e la sua uniforme assume un colore prevalentemente inverso rispetto a quello delle divise femminili originali della Seitetsu. Ha una passione smodata per il curry, tanto che esso è presente in ogni piatto della sua cucina e, quando va a dormire a casa di qualcun altro, se ne porta dietro persino una grande pentola per sicurezza. Come Kämpfer il Messaggero assegnatole dai Moderatori è Chissoku Norainu ("Cane Strangolato"), un altro peluche della serie Animali Sbudellati.

### Messaggeri
Il ruolo dei Messaggeri (メッセンジャー?, Messenjā) è principalmente quello di assistere coloro che sono stati scelti per diventare Kämpfer nella comprensione delle regole e dei meccanismi del combattimento. Prendono la forma di Animali Sbudellati, ovvero animali imbalsamati che sono noti per avere i loro intestini che spuntano dalle loro pance e nomi che si riferiscono a diversi metodi di morte. Molti di loro sono stati descritti nelle light novel come aventi voci simili a quelle di specifici doppiatori della vita reale, che a loro volta li hanno interpretati nell'anime. Sono presenti cinque Messaggeri principali nella serie anime.
Harakiri Tora (ハラキリ トラ? lett. "Tigre Sventrata")
Doppiato da: Michiko Nomura
Messaggero di Natsuru sotto forma di una tigre pugnalata e sfregiata che indossa un paraocchio e ha un rivolo di sangue che le cola dalla bocca. In una scena in cui è stato chiesto a Natsuru di accendere la TV in hotel, ha dichiarato una preferenza per guardare l'anime di Sazae-san; Michiko Nomura, che lo doppia, è anche la voce di uno dei personaggi di quella serie.
Seppuku Kuro Usagi (セップク クロウサギ? lett. "Coniglio Nero Seppuku")
Doppiato da: Yukari Tamura
Messaggero di Akane sotto forma di coniglio impalato con occhi iniettati di sangue e sangue che cola dalla bocca. Parla con un tono sarcastico e ha una bocca ripugnante, è in buoni rapporti con Harakiri Tora. Nelle light novel originali è stato affermato che ha la voce di Yukari Tamura, che lo doppia nell'anime. In una scena in cui è stato chiesto a Natsuru di accendere la TV in hotel, ha dichiarato una preferenza per guardare la pornografia a pagamento.
Kanden Yamaneko (カンデン ヤマネコ? lett. "Gatto Selvatico Folgorato")
Doppiato da: Nana Mizuki
Messaggero di Shizuku a forma di gatto selvatico bianco con pelo irto per indicare una scossa elettrica. Parla con una voce vivace che sembra quella di Nana Mizuki, la quale lo interpreta nell'anime. In una scena in cui è stato chiesto a Natsuru di accendere la TV in hotel, ha dichiarato una preferenza per guardare le partite di baseball degli Hanshin Tigers.
Chissoku Norainu (チッソク ノライヌ? lett. "Cane Strangolato")
Doppiato da: Mamiko Noto
Messaggero di Mikoto nelle sembianze di un cane strangolato con un cappio legato al collo. Parla con una voce morbida e sommessa tipica di molti personaggi doppiati da Mamiko Noto, che a sua volta lo doppia nell'anime. In una scena in cui è stato chiesto a Natsuru di accendere la TV in hotel, è stata espressa la preferenza per la visione di spot pubblicitari rari che vengono trasmessi solo in determinate regioni.
Hiaburi Lion (ヒアブリ ライオン?, Hiaburi Raion, lett. "Leone Bruciato Vivo")
Doppiato da: Kenji Utsumi
Il più antico Messaggero sotto forma di leone nero bruciato. Si dice che la sua esistenza sia precedente alla linea di giocattoli Zōmotsu Animal. Nella versione light novel della storia non ha le viscere che pendono dal suo corpo come gli Animali Sbudellati prodotti dopo di lui, ma nella versione anime sì. Ha la stessa forma di un personaggio che Kaede aveva immaginato in precedenza, con una voce simile a quella di un doppiatore che recita la voce fuori campo per stelle del cinema straniere. Kaede l'ha comprato per puro caso, anche se è molto raro. Nell'episodio 11 dell'anime, rivela il motivo dietro le battaglie delle Kämpfer.
Bakuhatsu Penguin (バクハツペンギン?, Pengin o bakuhatsu sa se, lett. "Pinguino Esplosivo")
Doppiato da: Rie Kugimiya
Un Messaggero tsundere dalla forma di un pinguino che ha un pesce sospeso che salta fuori dalla sua bocca spalancata e le sue interiora vengono tirate fuori sia dalla parte anteriore che da quella posteriore. È una parodia della specialità vocale della sua doppiatrice.

### Supporto
Masumi Nishino (西乃 ますみ?, Nishino Masumi)
Doppiata da: Shiori Mikami
Membro del primo anno del club di giornalismo della scuola, è sempre alla ricerca degli scoop e ha l'abitudine di esagerare le sue scoperte. Ha lunghi capelli lisci viola. Lei e Akane sono amiche d'infanzia.
Presidente (委員長?, Iin-chō)
Doppiata da: Yūki Kobayashi
La leader del trio di ragazze della classe di Nasturu femmina che sfrutta la popolarità di quest'ultima per divertimento e profitto. Ha i capelli corti castani e gli occhiali.
Vice presidente (副委員長?, Fuku iin-chō)
Doppiata da: Yūko Gotō
Una delle tre ragazze della classe di Nasturu femmina che sfrutta la popolarità di quest'ultima. A differenza delle altre, è attratta da Natsuru in forma femminile e non esiterà a starle vicino quando ne avrà la possibilità. Ha i capelli corti e biondi che le coprono parte del viso.
Tesoriere (会計?, Kaikei)
Doppiata da: Kazusa Aranami
Uno del trio di ragazze della classe di Natsuru femmina che sfrutta la popolarità di quest'ultiao e che funge da contabile del trio. Tende a vendere cose a Natsuru in forma femminile. Ha i capelli corti viola e porta una calcolatrice.
Mikihito Higashida (東田 幹仁?, Higashida Mikihito)
Doppiato da: Yoshihisa Kawahara
Compagno maschile di classe di Natsuru che è il presidente del Club di ricerca bishōjo (美少女研究会?, Bishōjo kenkyūkai), un club segreto per ammirare le ragazze. Ha i capelli castano chiaro a punta.

### Kämpfer Bianche
Le Kämpfer Bianche sono un gruppo di Kämpfer che seguono gli ordini di Kaede, dopo aver ricevuto i loro messaggeri durante il concorso Miss Seitetsu. I loro cognomi sono simili ad alcune doppiatrici, che a loro volta le hanno doppiate nell'anime.
Rika Ueda (植田 理香?, Ueda Rika)
Doppiata da: Kana Ueda
Kämpfer di tipo Schwert armata di kusarigama. È una studentessa delle medie ed è l'unico personaggio che indossa un'uniforme scolastica diversa da quella delle altre.
Sayaka Nakao (中尾 沙也香?, Nakao Sayaka)
Doppiata da: Eri Nakao
Kämpfer di tipo Schwert armata di sciabola. È incompetente e indecisa e si comporta come una tsundere.
Ryoka Yamakawa (山川 涼花?, Yamakawa Ryōka)
Doppiata da: Kotomi Yamakawa
Kämpfer di tipo Gewehr armata di Ingram MAC-10. Sembra aver paura di tutto, specialmente delle Kampfer Blu e Rosse.
Hitomi Minagawa (皆川 瞳美?, Minagawa Hitomi)
Doppiata da: Junko Minagawa
Kämpfer di tipo Zauber. Attacca lanciando dardi di energia contro i suoi nemici. È un maschiaccio autoproclamato, ed è notevolmente alta e atletica rispetto alle altre Kampfer Bianche.

## Media

### Light novel
La serie di light novel, scritta da Toshihiko Tsukiji ed illustrata da Senmpu, è edita dalla Media Factory sotto l'etichetta MF Bunko J. Quindici volumi sono stati pubblicati tra il 24 novembre 2006 e il 25 marzo 2010 e, tra di questi, dodici seguono la storia principale, mentre tre sono raccolte di storie brevi.
| Nº     | Data di prima pubblicazione | Data di prima pubblicazione | Data di prima pubblicazione |
| Nº     | Giapponese                  | Giapponese                  |                             |
| ------ | --------------------------- | --------------------------- | --------------------------- |
| 1      | 24 novembre 2006            | ISBN 978-4-8401-1749-4      |                             |
| 2      | 25 dicembre 2006            | ISBN 978-4-8401-1767-8      |                             |
| 3      | 23 marzo 2007               | ISBN 978-4-8401-1826-2      |                             |
| 4      | 25 giugno 2007              | ISBN 978-4-8401-1870-5      |                             |
| 5      | 25 settembre 2007           | ISBN 978-4-8401-2042-5      |                             |
| 6      | 25 gennaio 2008             | ISBN 978-4-8401-2131-6      |                             |
| 7      | 25 aprile 2008              | ISBN 978-4-8401-2308-2      |                             |
| 8      | 25 luglio 2008              | ISBN 978-4-8401-2370-9      |                             |
| 8 1/2  | 24 ottobre 2008             | ISBN 978-4-8401-2453-9      |                             |
| 9      | 25 febbraio 2009            | ISBN 978-4-8401-2668-7      |                             |
| 9 1/2  | 25 marzo 2009               | ISBN 978-4-8401-2725-7      |                             |
| 10     | 24 luglio 2009              | ISBN 978-4-8401-2835-3      |                             |
| 10 1/2 | 25 settembre 2009           | ISBN 978-4-8401-3030-1      |                             |
| 11     | 25 dicembre 2009            | ISBN 978-4-8401-3134-6      |                             |
| 12     | 25 marzo 2010               | ISBN 978-4-8401-3254-1      |                             |

### Manga
L'adattamento manga, scritto da Tsukiji e disegnato da Yu Tachibana, è stato serializzato dal 27 febbraio 2008 (numero di aprile 2008) al 27 giugno 2013 sulla rivista Monthly Comic Alive edita da Media Factory. I capitoli sono stati raccolti in dieci volumi tankōbon pubblicati dal 23 ottobre 2008 al 23 luglio 2013.

#### Volumi
| Nº | Data di prima pubblicazione | Data di prima pubblicazione | Data di prima pubblicazione |
| Nº | Giapponese                  | Giapponese                  |                             |
| -- | --------------------------- | --------------------------- | --------------------------- |
| 1  | 23 ottobre 2008             | ISBN 978-4-8401-2282-5      |                             |
| 2  | 23 marzo 2009               | ISBN 978-4-8401-2548-2      |                             |
| 3  | 23 settembre 2009           | ISBN 978-4-8401-2917-6      |                             |
| 4  | 23 febbraio 2010            | ISBN 978-4-8401-2985-5      |                             |
| 5  | 22 dicembre 2010            | ISBN 978-4-8401-3718-8      |                             |
| 6  | 23 marzo 2011               | ISBN 978-4-8401-3774-4      |                             |
| 7  | 22 ottobre 2011             | ISBN 978-4-8401-4046-1      |                             |
| 8  | 23 giugno 2012              | ISBN 978-4-8401-4481-0      |                             |
| 9  | 23 gennaio 2013             | ISBN 978-4-8401-4782-8      |                             |
| 10 | 23 luglio 2013              | ISBN 978-4-8401-5084-2      |                             |

### Anime
La serie televisiva anime di dodici episodi, prodotta dalla Nomad e diretta da Yasuhiro Kuroda, è andata in onda sulla TBS in Giappone tra il 2 ottobre e il 17 dicembre 2009. Le sigle di apertura e chiusura sono rispettivamente Unreal ♥ Paradise (あんりある♥パラダイス?, Anriaru ♥ Paradaisu, lett. "Paradiso ♥ surreale") di Minami Kuribayashi e One way ryō omoi (ワンウェイ両想い?, Wan uei ryō omoi) di Marina Inoue e Megumi Nakajima. In America del Nord l'anime è stato concesso in licenza alla Sentai Filmworks e l'azienda distributrice Section23 Films ha pubblicato una collezione completa della serie il 18 gennaio 2011. Due episodi aggiuntivi, dal titolo Kämpfer für die Liebe (けんぷファー für die Liebe?, Kenpufā fyua di rīve, lett. "Guerriera per amore"), sono stati proiettati a un evento del teatro Odaiba Cinema Mediage a Tokyo il 6 marzo 2011 e soltanto uno di essi è stato trasmesso sulla TBS l'8 aprile 2011. In questi ultimi due casi i brani di apertura e chiusura sono rispettivamente Choose my love! (lett. "Scegli il mio amore!") di Minami Kuribayashi e Musō shōjo A (妄想少女A? lett. "Ragazza da battaglia A") di Yui Horie. Sentai Filmworks ha ripubblicato la serie su Blu-ray con un doppiaggio inglese il 28 maggio 2019.

## Accoglienza
Theron Martin di Anime News Network ha definito la serie un "discendente spirituale" di Maze e Ranma ½ che presenta personaggi che cambiano regolarmente sesso, ma è una "commedia harem". Tuttavia, Martin sostenne che gli elementi orientati all'azione e all'harem non erano bilanciati, dato che la commedia harem era più imponente, e ha affermato che il "senso dell'umorismo perverso e talvolta contorto" della serie funziona meglio, e ha sostenuto anche se era presente il fanservice, questo era "abbastanza addomesticato per gli standard recenti". Ha anche detto che la colonna sonora presentava alcuni "piccoli temi divertenti" mentre la trama "era un disastro".
Rice Digital recensì l'anime definendo l'avventura di genere del protagonista Natsuru come un misto tra assalti, tattiche confuse e un'attrazione da parte dei personaggi femminili che sfidava ogni ragione. Il recensore si trovò in difficoltà a spiegare la trama di Kämpfer, non perché quest'ultimo disponesse di una storia complessa, ma bensì perché era praticamente assente. Non erano presenti intricati retroscena per i personaggi e non c'era una trama avvincente per mantenere il pubblico a indovinare le possibili azioni nel prossimo episodio. Non era presente alcuna ragione sul motivo per cui Natsuru fosse stato scelto per essere una Kämpfer, nonostante questo sia di sesso opposto alle guerriere, e non si aveva idea di chi fossero i famigerati e onnipotenti "Moderatori". Le spiegazioni che venivano fornite erano molto superficiali e mezze idiote. Tuttavia, l'anime era molto consapevole della propria mancanza di profondità, tanto che uno dei personaggi si rivolgeva al pubblico rompendo la quarta parete, facendo un'affermazione a tema, giustificando che i fan di quest'opera non lo guardavano di certo per la sua splendida trama. Quello che Kämpfer offriva erano ragazze carine, il genere harem, il fascino e un sacco di fanservice. Il fatto che Natsuru fosse stereotipato, lo rendeva assolutamente fastidioso quando negava ostinatamente che nessuna delle ragazze intorno a lui fosse interessata a lui. Siccome la serie animata era in gran parte incentrata sulla forma femminile del personaggio, il recensore sostenne che forse sarebbe stato meglio renderla un'opera yuri, dando così un maggiore senso alla trama. Fu ritenuto interessante come veniva affrontata l'identità di genere e la sessualità, la quale si alternava tra il punto di vista di Natsuru e quello del suo interesse amoroso Kaede, tuttavia il modo in cui tutto ciò veniva concluso nell'episodio finale era deludente per della decisione presa dal ragazzo. Piuttosto che mettere in discussione l'idea di genere, Kämpfer metteva il genere in due categorie senza preoccuparsi di sfidare il concetto, rendendolo in gran parte comico e utile al fanservice. Negli ultimi due episodi era presente uno "sviluppo della trama" venuto fuori dal nulla e con la mancanza di dovute spiegazioni, lasciando intuire che i creatori si fossero improvvisamente resi conto che stavano arrivando all'episodio finale e si fossero frettolosamente stipati in una trama sgradevole prima che la serie finisse. Nonostante ciò fu un'opera in grado di sorprendere il recensore con un colpo di scena, ma rimase deluso dalla direzione che aveva preso. Probabilmente, per via delle connotazioni sgradevoli dell'ultima puntata, i creatori di Kämpfer aveva deciso di aggiungere un episodio bonus che cercava di deridere i messaggi presentati nell'episodio 11, il quale si adattava comunque al tono complessivamente comico e temerario della serie.
Kämpfer voleva far sorridere, arrossire e ridere il suo pubblico attraverso buffonate ridicoli e scenari audaci, rendendolo un'anime sicuramente guardabile e che svolgeva bene il suo compito di intrattenere. Allo stesso tempo era un'occasione mancata, difatti se si fosse pensato un po' di più alla trama, sarebbe potuto essere meraviglioso anime yuri piuttosto che un anime di genere molto mediocre. Lo stile artistico, sebbene non particolarmente particolare o insolito, era comunque attraente e realizzato secondo uno standard professionale. Utilizzava una tavolozza di colori allegra per abbinarsi al tono spensierato dell'anime e si divertiva a impiegare sfondi luminosi e trame semplici. Erano presenti molti primi piani di seni e sederi, ma ciò che valeva la pena sottolineare era la sua abilità di fare citazioni ad altre serie. La sigla d'apertura Unreal ♥ Paradise era una canzone allegra e spensierata mentre quella di chiusura One way ryō omoi era con un tono simile alla precedente, ma aveva un tempo leggermente più lento e con un ritornello molto orecchiabile. In conclusione si trattava di un anime che faceva poco per stimolare l'identità di genere, presentava un sacco di fanservice, ragazze carine, faceva riferimenti otaku e buffonate varie che, sebbene assolutamente ridicole, potevano far sorridere gli spettatori.